# Kimiko Jinnai
Kimiko Jinnai (jap. 陣内 貴美子, Jinnai Kimiko; * 12. März 1964 in Yatsushiro, Präfektur Kumamoto)  ist eine Badmintonspielerin und Sportjournalistin aus Japan.

## Karriere
Als ersten großen Erfolg erkämpfte sich Jinnai mit Sumiko Kitada im Damendoppel bei den Asienspielen im Badminton 1986 Bronze.
Kimiko Jinnai nahm 1992 im Damendoppel mit Hisako Mori an den Olympischen Sommerspielen 1992 teil. In der ersten Runde gewannen beide gegen die Däninnen Pernille Dupont und Grete Mogensen mit 2:1 Sätzen. In der folgenden Runde unterlagen die Japanerinnen jedoch Lin Yanfen und Yao Fen aus China, so dass sie am Ende Platz 9 erreichten.
National siegte Jinnai erstmals 1984 mit Kyōji Kushi im Mixed. Drei weitere Titel im Damendoppel mit Hisako Mori folgten bis 1990. Mit Mori stand sie 1991 auch im Finale der All England, verlor dort aber gegen Chung So-young und Hwang Hye-young.
Nach ihrer sportlichen Karriere wurde sie Sportjournalistin. 2000 heiratete sie den Profi-Baseballspieler Akihito Kaneishi.

## Sportliche Erfolge
| Saison | Veranstaltung                | Disziplin   | Platz | Name                          |
| ------ | ---------------------------- | ----------- | ----- | ----------------------------- |
| 1984   | Japan: Einzelmeisterschaften | Mixed       | 1     | Kyōji Kushi / Kimiko Jinnai   |
| 1986   | Asienspiele                  | Damendoppel | 3     | Kimiko Jinnai / Sumiko Kitada |
| 1988   | Japan: Einzelmeisterschaften | Damendoppel | 1     | Kimiko Jinnai / Hisako Mori   |
| 1989   | Japan: Einzelmeisterschaften | Damendoppel | 1     | Kimiko Jinnai / Hisako Mori   |
| 1990   | Japan: Einzelmeisterschaften | Damendoppel | 1     | Kimiko Jinnai / Hisako Mori   |
| 1991   | All England                  | Damendoppel | 2     | Kimiko Jinnai / Hisako Mori   |
| 1991   | Chinese Taipei Open          | Damendoppel | 1     | Kimiko Jinnai / Hisako Mori   |
| 1992   | Olympia                      | Damendoppel | 9     | Kimiko Jinnai / Hisako Mori   |